# چاه سالار (میان‌جلگه)
چاه سالار، روستایی در دهستان غزالی بخش مرکزی شهرستان میان‌جلگه در استان خراسان رضوی ایران است.

## جمعیت
بر پایه سرشماری عمومی نفوس و مسکن در سال ۱۳۹۵، جمعیت این روستا برابر با ۱٬۵۰۹ نفر (۴۲۹ خانوار) بوده است.